# Насер, Ислам
Ислам Насер (араб. إسلام ناصر‎, англ. Islam Nasser, 4 декабря 1994 — 20 марта 2017, Kings Park Sporting Precinct, Квазулу-Натал) — египетский шоссейный и трековый велогонщик.

## Карьера
С 2012 по 2015 год принял участие в таких гонках как Тур Шарджи, Тур Марокко, Тур Эритреи, Вызов Зелёного марша. Несколько раз стартовал на чемпионате Африки по шоссейному велоспорту. Но особых успехов не добивался.
Принял участие на  Африканских играх 2015 года, проходивших в Браззавиль (Республика Конго), где выступил в шоссейных дисциплинах. Сначала в индивидуальной гонке занял 16 место, уступив победителю 1,5 минуты. А затем в групповой гонке не смог финишировать, сойдя с дистанции.
В 2016 добился первого крупного результата. На Чемпионате Африки по трековому велоспорту завоевал бронзовую медаль в командной гонке преследования. Стал вторым на чемпионате Египта по шоссейному велоспорту в групповой гонке в категории U23.
В 2017 году Ислам Насер присоединился к только что образованной бахрейнской континентальной команде VIB Bikes. В начале марте выступая в цветах своей новой команды стал двукратным чемпионом Египта в групповой и индивидуальной гонках. 20 марта, участвуя в национальном отборе к чемпионату Африки по трековому велоспорту перенёс сердечный приступ во время гонки омниума. Несмотря на немедленную помощь врачей, присутствовавших на месте происшествия, скончался на месте в возрасте 22 лет.

## Достижения

### Шоссе
2015
3-й этап (TTT) Тур Египта
2016
2-й Чемпионат Египта — групповая гонка U23
2017
 Чемпион Египта — групповая гонка
 Чемпион Египта — индивидуальная гонка

### Трек
2016
 Чемпионат Африки — командная гонка преследования (с Ислам Шавки, Ислам Рамадан, Абдуллах Мухаммед Идрис)

## Рейтинги
| Год                 | 2014  | 2015  | 2016   | 2017   |
| ------------------- | ----- | ----- | ------ | ------ |
| Мировой рейтинг UCI |       |       | 2388-й | 1375-й |
| Азиатский тур UCI   | 243-й | -     | -      | 555-й  |
| Африканский тур UCI | 231-й | 219-й | 200-й  | 88-й   |
|                     |       |       |        |        |
| Источник: UCI       |       |       |        |        |